# Rhabdoblatta usambarensis
Rhabdoblatta usambarensis är en kackerlacksart som först beskrevs av Rehn, J. A. G. 1931.  Rhabdoblatta usambarensis ingår i släktet Rhabdoblatta och familjen jättekackerlackor.
Artens utbredningsområde är Tanzania. Inga underarter finns listade i Catalogue of Life.